# Loi de Gresham
La mauvaise monnaie chasse la bonne

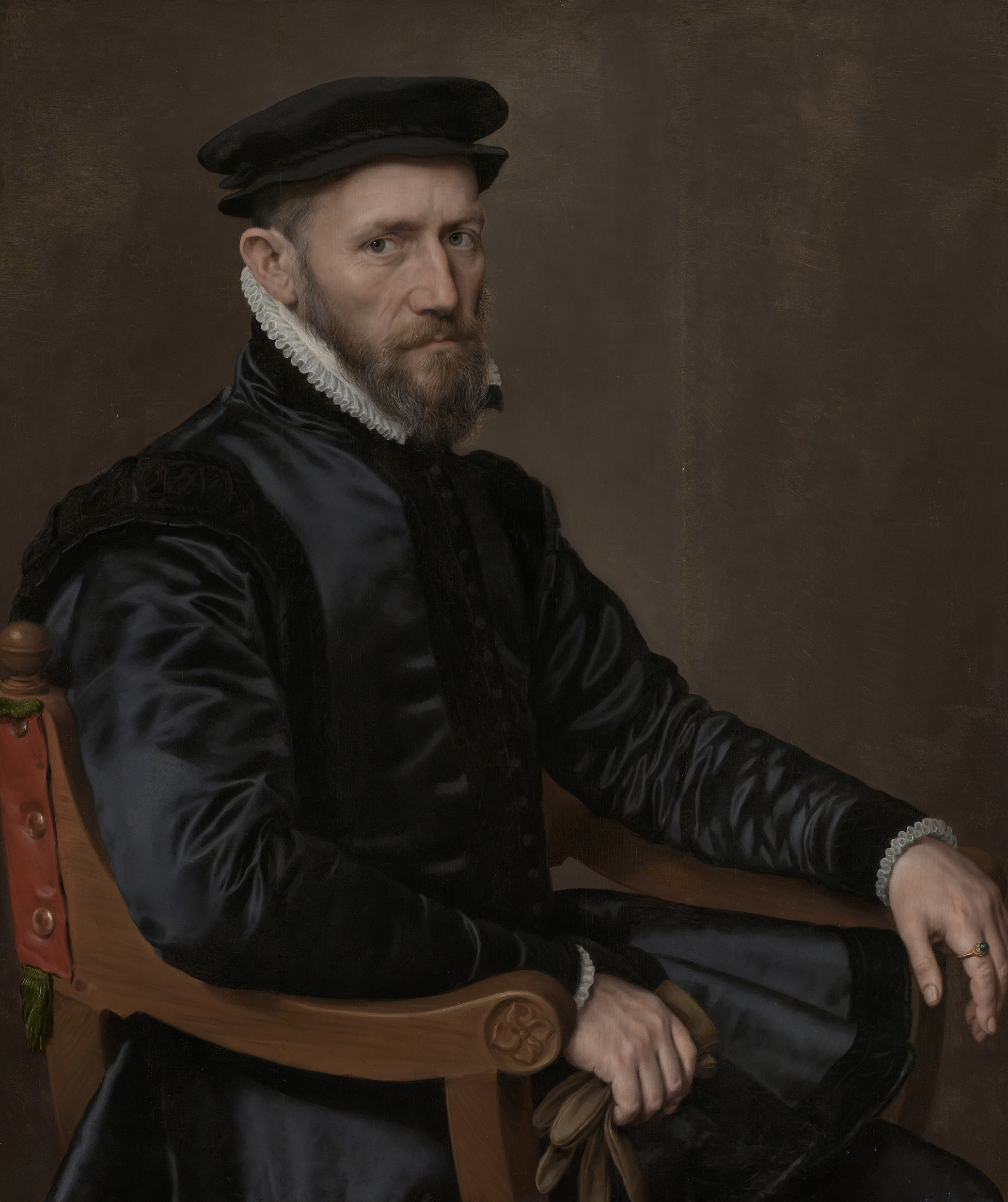
Sir Thomas Gresham - Portrait par Anthonis Mor, vers 1554.

La loi de Gresham est une loi économique selon laquelle « la mauvaise monnaie chasse la bonne ». En d'autres termes, l'introduction d'une devise de moindre qualité (dans laquelle les agents économiques n'ont pas confiance) dans un système économique a pour conséquence néfaste que c'est la mauvaise monnaie qui prend la place la plus importante. Dans une telle situation, les agents préfèrent conserver la bonne monnaie pour se défaire de la mauvaise au plus vite.
Elle porte le nom du commerçant et financier anglais Thomas Gresham, considéré notamment comme l'un des fondateurs de la bourse de Londres.

## Histoire
Thomas Gresham, financier, rédige en 1558 une lettre à la reine Élisabeth Ire d'Angleterre, où il énonce le principe selon lequel la mauvaise monnaie, une fois introduite dans un système économique, chasse la meilleure monnaie. Cela est reconnu par l'édition 1902 de l’Oxford English Dictionary.
La loi a été attribuée à Thomas Gresham à partir de 1858 dans l'ouvrage Elements of political economy d'Henry D. Macleod (en). Il y écrit que  Gresham « a été le premier à percevoir qu'une monnaie mauvaise et dévaluée est la cause de la disparition de la bonne monnaie ». La loi est nommée d'après Gresham à partir de cette date.
Toutefois, des débats ont montré l'origine ancienne de la loi. Vilfredo Pareto, dans ses Cours d'économie politique, soutient que la loi apparaît déjà dans la comédie Les Grenouilles d'Aristophane. Charles Kindleberger souligne, dans Economic Laws and Economic History, que Nicole Oresme a démontré le mécanisme de la loi de Gresham dès 1371, et que Nicolas Copernic aurait également analysé le phénomène dans son Traité sur la monnaie paru en 1526,.
L'historien égyptien Al-Maqrizi (1364-1442) l'aurait également précédé dans la découverte de cette loi d'environ un siècle et demi : il en a parlé dans son traité sur les monnaies musulmanes.

## Concept
« La mauvaise monnaie chasse la bonne » est devenue une expression proverbiale en français,. Celle-ci constate que « lorsque dans un pays circulent deux monnaies dont l'une est considérée par le public comme bonne et l'autre comme mauvaise, la mauvaise monnaie chasse la bonne »,. En effet, lorsque deux monnaies se trouvent simultanément en circulation avec un taux de change légal fixe, les agents économiques préfèrent conserver, thésauriser la « bonne » monnaie, et par contre utilisent pour payer leurs échanges la « mauvaise » dans le but de s'en défaire au plus vite,.
Cette loi vaut en particulier dans les systèmes monétaires bimétalliques, quoique Thomas Gresham lui-même l'ait formulée à propos de la seule monnaie en argent de son époque, le shilling, dénaturée par un seigneuriage trop important, ce qui avait entraîné la disparition des shillings fondus avant ce seigneuriage.

## Cas du système bimétallique
Dans un système bimétallique, il existe deux monnaies, fondées chacune sur un métal donné, généralement l’argent et l'or. Par ailleurs, il existe un rapport légal qui fixe la valeur de chaque monnaie par rapport à l'autre et à l'unité de compte légale : par exemple une livre (unité de compte) vaudra indifféremment une once d'or ou douze onces d'argent. Autrement dit, la force publique impose un taux de change fixe, appelé parfois « pair », entre les deux métaux.
Si par exemple le « pair » officiel est que douze unités (en poids) d'argent valent 1 unité d'or, alors que l'abondance relative (et donc le prix sur le marché libre) est de 10 pour 1 (c'est-à-dire l'or est plus abondant que le taux de change officiel le suppose, donc une valeur moindre qu'officiellement), les agents économiques auront intérêt :
- à acheter l'argent avec de l'or au cours légal (avec cinq unités d'or ils obtiendront soixante unités d'argent), et le revendre sur le marché (où soixante unités d'argent valent six unités d'or, l'opération permettant un gain de 1 unité d'or) ; c'est la banque centrale qui paie la différence, ses réserves d'argent se vident et pour les reconstituer elle en achète sur le marché (donc plus cher qu'au taux légal) ;
- à spéculer sur une réévaluation de l'argent : apporter leur or à la banque centrale pour obtenir de l'argent à la place (à raison de 5 pour 60), attendre que l'État fixe un pair en rapport avec l'abondance relative réelle (10 pour 1 par exemple), et récupérer plus d'or qu'au départ (au nouveau pair, les 60 unités d'argent vaudront 6 unités d'or : même gain que dans l'opération précédente) ;
- faire leurs achats en or, et surtout pas avec de l'argent qu'il sera préférable de thésauriser ou d'aller revendre sur le marché du métal. L'argent va donc disparaitre de la circulation monétaire pour rejoindre le marché du métal ou la thésaurisation.

En sens inverse, si l'abondance relative de l'argent augmente et passe à quatorze pour un, c'est l'or qui va disparaitre de la circulation monétaire au profit du marché du métal et de la thésaurisation, et c'est l'argent qui va circuler. En effet, dans cette situation, la valeur de la monnaie en or étant supérieure à la valeur de la monnaie en argent partout ailleurs, elle sera thésaurisée par les individus, ou échangée contre de la monnaie en argent avec les étrangers en fonction du pair de leur pays. Au contraire, les agents économiques n'utiliseront plus que l'argent dans leurs échanges économiques. Autrement dit, en surévaluant la valeur de l'argent par rapport à l'or, l'État en a fait de la « mauvaise monnaie », provoquant la disparition de l'or et son remplacement par l'argent.
Cette situation s'est produite au XIXe siècle dans les pays qui avaient adopté un système bimétallique, comme les États-Unis où cela entraîna une grave crise du système monétaire, avec une « fuite » de la monnaie en or du pays. Ce fut également le cas au Japon à la même époque, une unité d'or s'y échangeant contre six unités d'argent alors que le taux en Europe était de une unité d'or pour quinze unités d'argent.

## Loi de Gresham et monnaie privée
Dans un système monétaire, la loi de Gresham n'existe que parce que l'État impose un cours légal, par exemple un taux de change entre deux étalons monétaires. Pour cette raison, quelques économistes libéraux, comme Friedrich Hayek, voient dans cette loi une justification à un système de monnaies privées. Pour eux, si les hommes étaient libres d'échanger les monnaies qu'ils souhaitent aux taux qu'ils fixent, alors c'est la bonne monnaie qui chasserait la mauvaise. Hayek voit une illustration de cela dans les situations de forte inflation, où les agents « fuient » devant la monnaie légale au profit de monnaies étrangères ou de biens réels, y compris des cigarettes ou des bouteilles de cognac.

## Loi de Gresham et éthique
On peut extrapoler la loi de Gresham à l'éthique. Ainsi, en suivant ce principe, les mauvais comportements chassent les bons. Par exemple, les personnes qui respectent les lois communes et la morale sont peu à peu supplantées par celles qui trichent. Cependant, la théorie des jeux amène à relativiser cette analyse, qui n'est valable qu'en  ne considérant que l'intérêt individuel des acteurs ; pour plus de détails, voir par exemple l'étude du dilemme du prisonnier.